# Chorosza Jel
Chorosza Jel (biał. Харошая Ель; ros. Хорошая Ель) – wieś na Białorusi, w obwodzie witebskim, w rejonie dokszyckim, w sielsowiecie Dokszyce.
Dawnej – Chorosza Jel II.

## Historia
W czasach zaborów wieś leżała w gminie Pariafianów, w powiecie wilejskim w guberni wileńskiej Imperium Rosyjskiego.
W dwudziestoleciu międzywojennym folwark a następnie majątek leżał w Polsce, w województwie wileńskim, w powiecie duniłowickim, od 1926 w powiecie dziśnieńskim, w gminie Porpliszcze, a następnie w gminie Dokszyce.
Według Powszechnego Spisu Ludności z 1921 roku zamieszkiwało tu 30 osób, 21 było wyznania rzymskokatolickiego a 9 prawosławnego. Jednocześnie 9 mieszkańców zadeklarowało polską a 21 białoruską przynależność narodową. Były tu 3 budynki mieszkalne. W 1931 w 5 domach zamieszkiwało 31 osób.
Wierni należeli do parafii rzymskokatolickiej i prawosławnej w Dokszycach. Miejscowość podlegała pod Sąd Grodzki w Dokszycach i Okręgowy w Wilnie; właściwy urząd pocztowy mieścił się w Dokszycach.